# 火の鳥 (FANATIC◇CRISISの曲)
「火の鳥」（ひのとり）は、1998年7月にリリースされたFANATIC◇CRISISの通算9枚目のシングルである。発売元はフォーライフレコード。

## 解説
1998年3枚目のシングルで、前作より1ヶ月半と言う短いスパンでリリースされた。1年に3作以上リリースするのはこの年が初めて。
初動売り上げは前作をやや下回ったが、累計売り上げはそれまで最高であった「ONE -you are the one-」を4万枚以上も上回り、最大ヒット曲となった。オリコンチャートにも初めてトップ10にランクインし、自身最大のロングセラーにもなった。
ライヴでは度々演奏される定番曲で、石月努のソロライヴでも演奏された。
ジャケットは縦、横の2種類が存在する
タイトル曲は日本テレビ系『ぐるぐるナインティナイン』EDテーマ。

## 収録曲
全作詞：石月努
1. 火の鳥 [4:28]
  - 作曲:石月努・和也／編曲:神林義弘・FANATIC◇CRISIS
2. BLUE EARTH -花咲く丘で- [6:32]
  - 作曲:石月努・Shun／編曲:FANATIC◇CRISIS
3. 火の鳥 (Vox Less Version) [4:29]

## 収録作品
- THE.LOST.INNOCENT（#1）
- THE BEST of FANATIC◇CRISIS Single Collectino01（#1）
- THE BEST of FANATIC◇CRISIS B-Side Collection（#2）